# Canale Villoresi
Il Canale Villoresi (in lombardo Canal Vilores o, localmente, Rongion – "roggione") è un importante canale artificiale della Lombardia ideato dall'ingegnere Eugenio Villoresi, da cui prende il nome. Completato nel 1890, il canale ha lo scopo di deviare le acque del fiume Ticino per irrigare le terre della pianura lombarda. Con una lunghezza di 86 chilometri, attraversa le province di Varese, Milano, Monza e Brianza. Oltre alla funzione irrigua, il canale Villoresi ha anche un'importante valenza storica ed economica, contribuendo allo sviluppo agricolo della regione.

## Descrizione

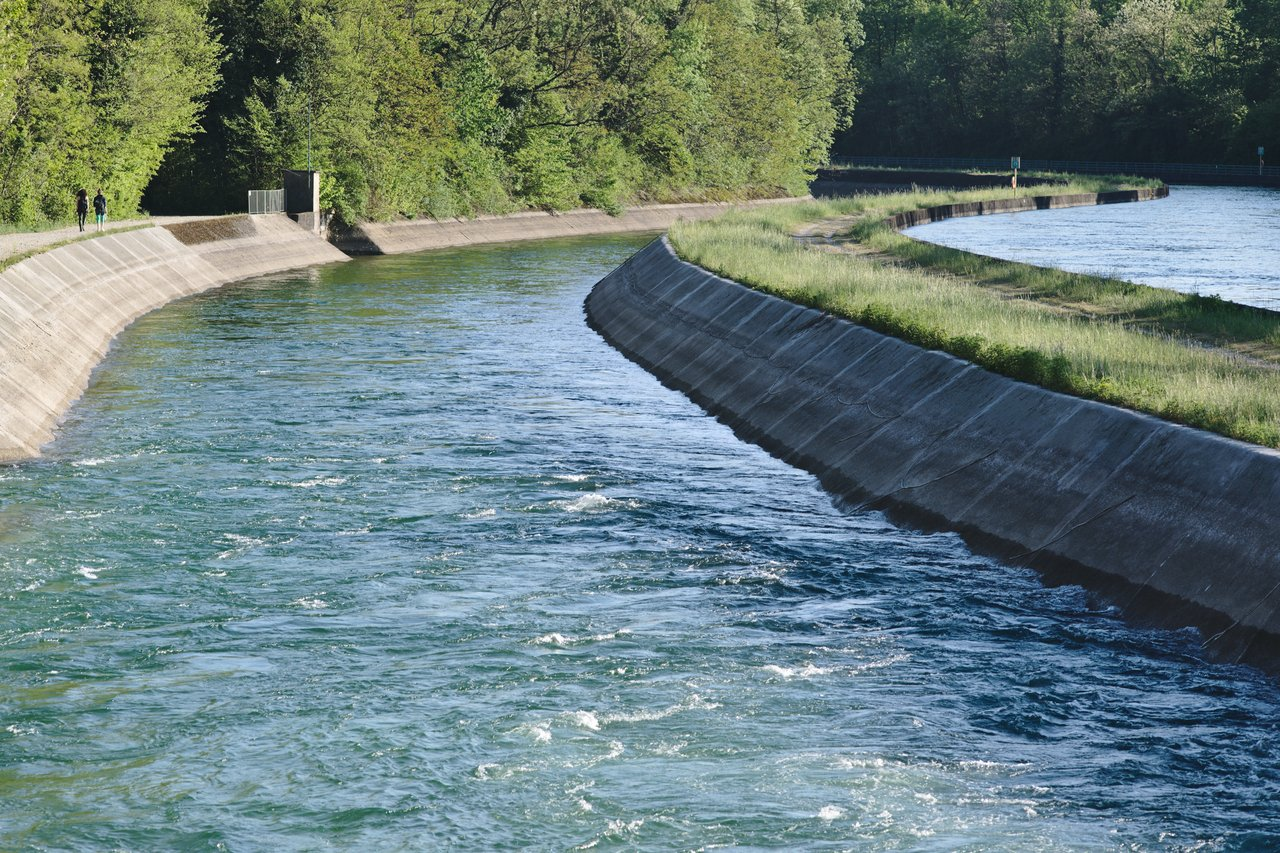
Il Villoresi subito dopo le chiuse di derivazione dal bacino di calma del Panperduto. Sulla destra il Canale Industriale.

Ha origine dal fiume Ticino, dalla diga del Panperduto, in località Maddalena, frazione di Somma Lombardo, e sfocia nel fiume Adda o, alternativamente, nel Naviglio della Martesana nei pressi di Cassano d'Adda, al termine di un percorso lungo 86 km che lo qualifica come il secondo corso d'acqua artificiale più lungo d'Italia, dopo il canale Emiliano Romagnolo e davanti al canale Cavour.
Il canale, che si sviluppa orizzontalmente da ovest verso est, nell'alta pianura di Milano, fu completato nel 1890, in un'epoca successiva a quella del più meridionale Naviglio della Martesana (che ebbe nome dal Contado attraversato, Navilio nostro de Martexana), terminato nel suo primo tratto (dall'Adda alla Cassina de' Pomm dove incontrava il Seveso) nel 1471. Nel suo percorso il canale interseca, sovrappassando e talvolta cedendo loro parte delle sue acque, i numerosi corsi d'acqua minori della zona a nord di Milano: il torrente Arno o Arnetta, il fiume Olona, il torrente Bozzente, il torrente Lura, il torrente Guisa, il torrente Nirone, il torrente Cisnara, il torrente Lombra, il torrente Garbogera, il fiume Seveso, il fiume Lambro, il torrente Molgora, il torrente Trobbia, il rio Vallone ed il naviglio della Martesana. Dal Seveso all'Adda lambisce i comuni che fanno da confine sud della Brianza. A Monza il canale dà il nome all'omonimo Parco creato nel luglio 2010, oltre che al Parco del Grugnotorto-Villoresi tra i comuni di Paderno Dugnano, Nova milanese, Muggiò, Cinisello Balsamo e Varedo.
Sul canale Villoresi ha competenza il Consorzio di bonifica Est Ticino Villoresi.

## Storia

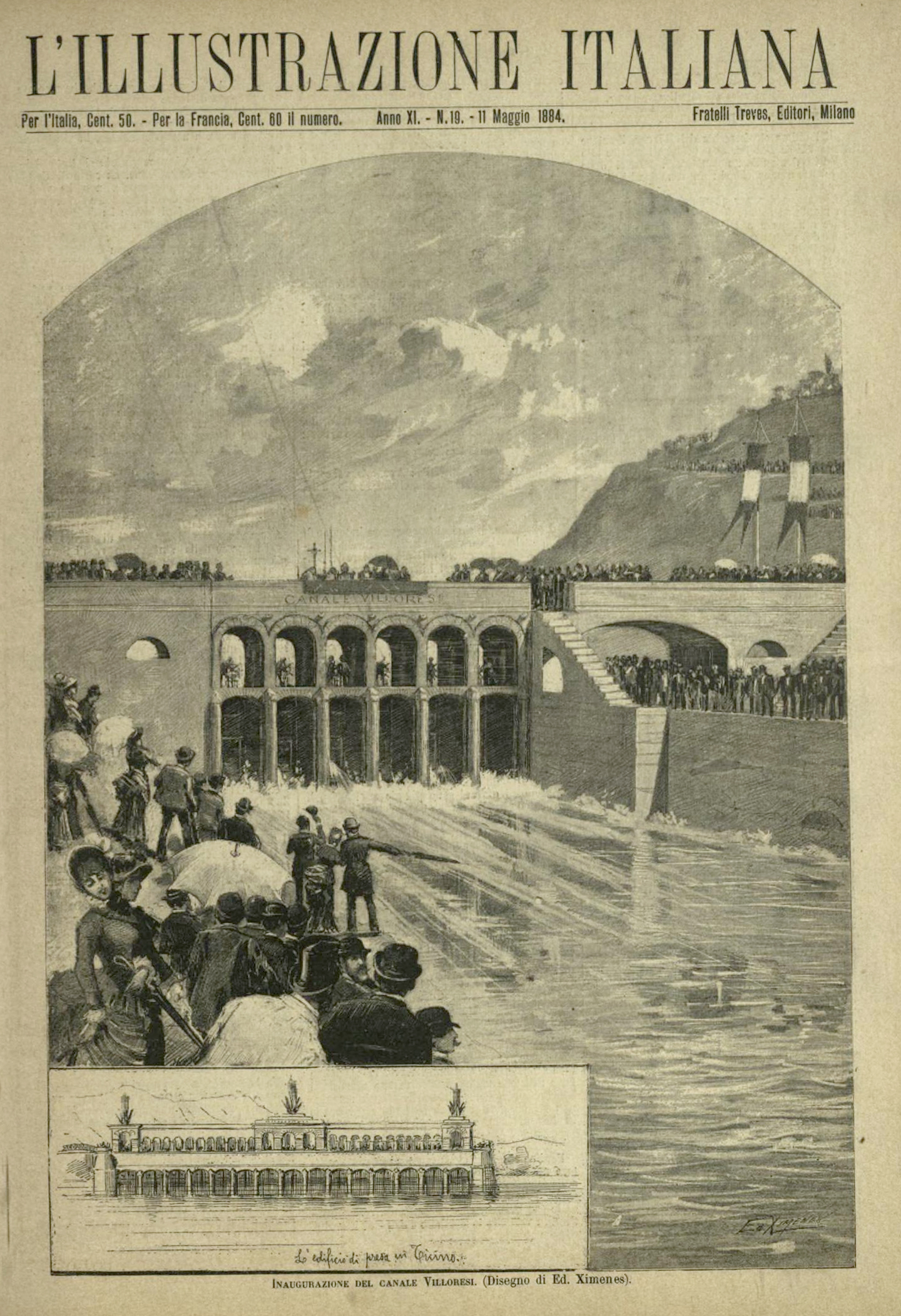
Inaugurazione del canale Villoresi in L'Illustrazione Italiana, maggio 1884.

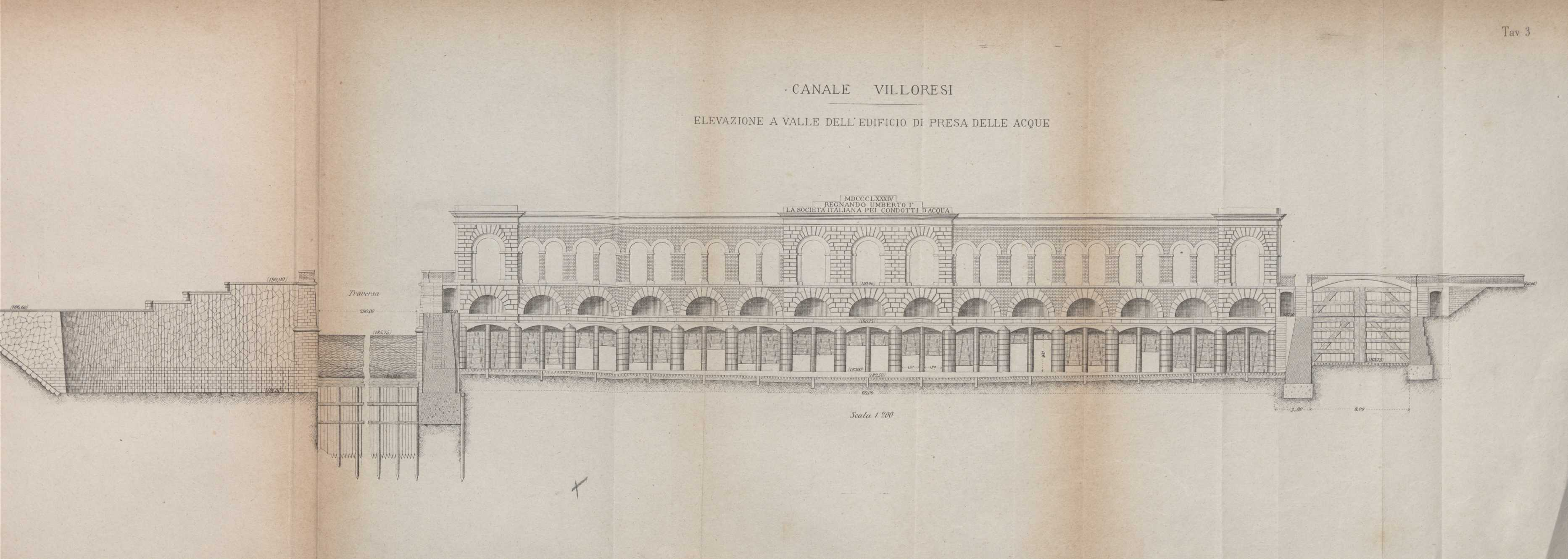
Elevazione a valle dell'edificio di presa delle acque del canale Villoresi del 1887

Nel 1862 Eugenio Villoresi iniziò la progettazione del canale chiamato a risolvere l’annosa questione dell’irrigazione della cosiddetta Pianura asciutta. Dopo numerose difficoltà e con l'impegno del figlio Luigi, che portò avanti la volontà postuma del padre, il canale poté essere realizzato, con l'affidamento del lavori alla Società Italiana per Condotti d'Acqua che subentrò agli eredi Villoresi.
Gli scavi cominciarono nel gennaio del 1882; il 28 aprile 1884 fu inaugurato il primo tratto, lungo 45 chilometri; alla cerimonia di inaugurazione convennero numerose personalità fra cui Cesare Cantù, la vedova Villoresi, il duca Visconti di Modrone, l'abate Antonio Stoppani e la rappresentanza dell'Arcivescovo di Milano.
L'ultimo tratto fu inaugurato nel 1888. In una mappa della provincia di Milano risalente al 1886 è indicato il tratto in costruzione tra Nova Milanese e il fiume Adda, ma secondo un tracciato diverso da quello odierno: il canale avrebbe attraversato il Regio Parco, scorrendo poi sul limitare dei comuni di Villasanta, Concorezzo, Burago di Molgora, Cavenago di Brianza, Trezzano Rosa e Grezzago, per poi sfociare nell'Adda presso Concesa. Il tracciato fu poi spostato gradualmente più a sud. Nonostante l'irrigazione fosse lo scopo principale dell'opera, la costruzione di alcune conche di navigazione lo rese parzialmente accessibile ai barconi per il trasporto di sabbia.
Il canale irriga un bacino di 85.000 ettari attraverso 120 bocche e rami secondari, estesi per circa 130 km, che diventano 1400 se si considerano anche i canali di terza grandezza.
Le acque del canale Villoresi sono impiegate per alimentare lo specchio acqueo e le fontane della Lake Arena, bacino artificiale nel cui centro si trova la grande installazione artistica dell'Albero della Vita, in quello che fu il sito espositivo di Expo 2015 e che oggi ospita il parco scientifico MIND.

## Parco sovracomunale del Villoresi

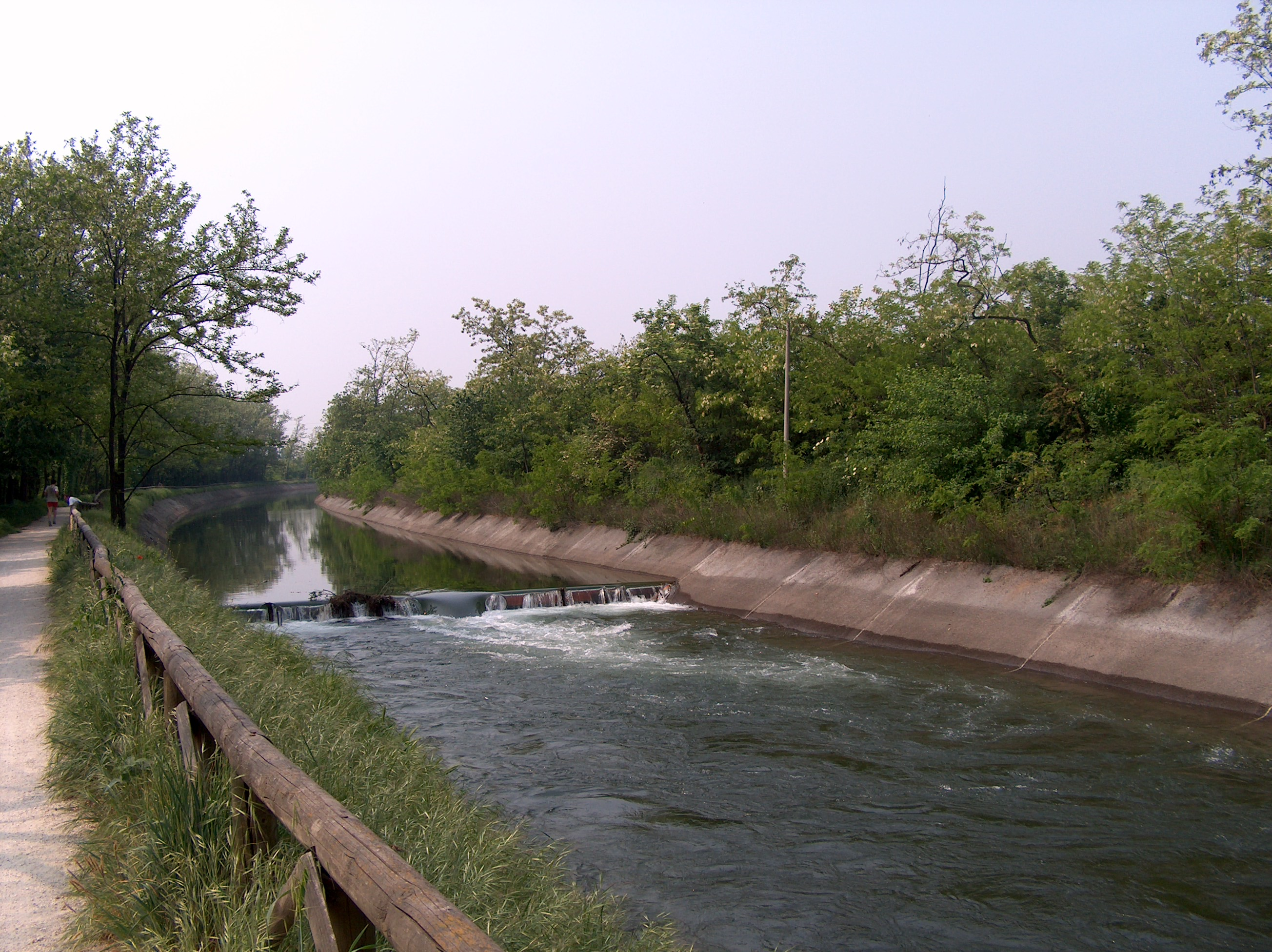
Il Canale Villoresi a Lainate.

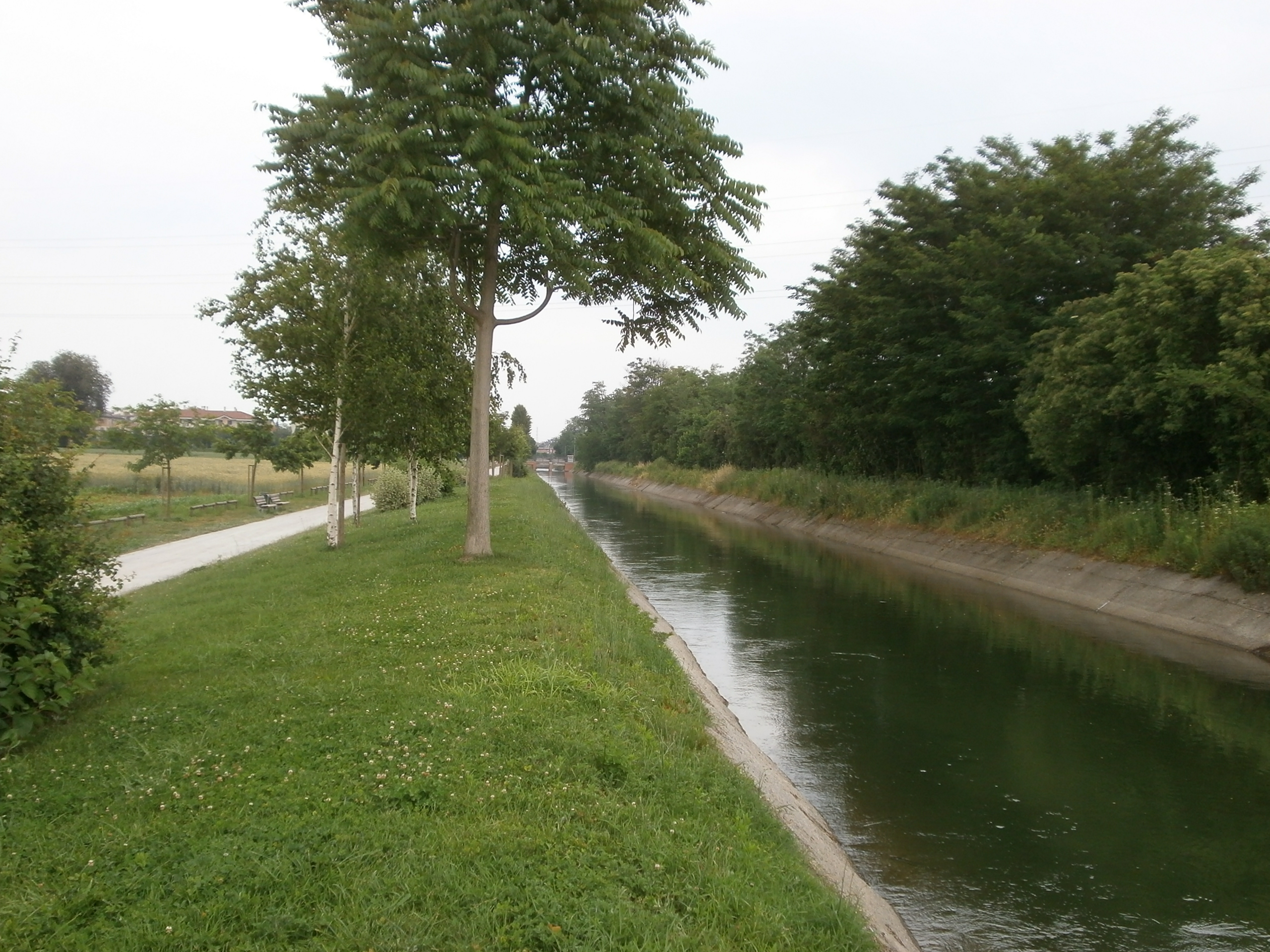
Il Villoresi nel tratto tra Paderno e Nova.

Negli ultimi anni è in progetto e parzialmente in corso di attuazione una sorta di parco sovracomunale ad indirizzo agricolo e naturalistico, lungo le rive del canale, contornate da boschi e campi coltivati. Lo scopo del parco sarà quello di preservare flora, fauna ed attività agricole dipendenti dal corso d'acqua artificiale.
L'intero corso del canale, con poche brevi interruzioni, è affiancato da una pista ciclabile, che rappresenta la spina dorsale dell'intera cintura di verde che attraversa da ovest ad est la Città metropolitana di Milano e la provincia di Monza e della Brianza.
Il parco è inoltre attraversato dalla Ciclovia Olona Lura, un itinerario ad anello di 165 km in grado di connettersi ad altri 6 parchi locali lungo il fiume Olona ed il torrente Lura.

## Comuni attraversati

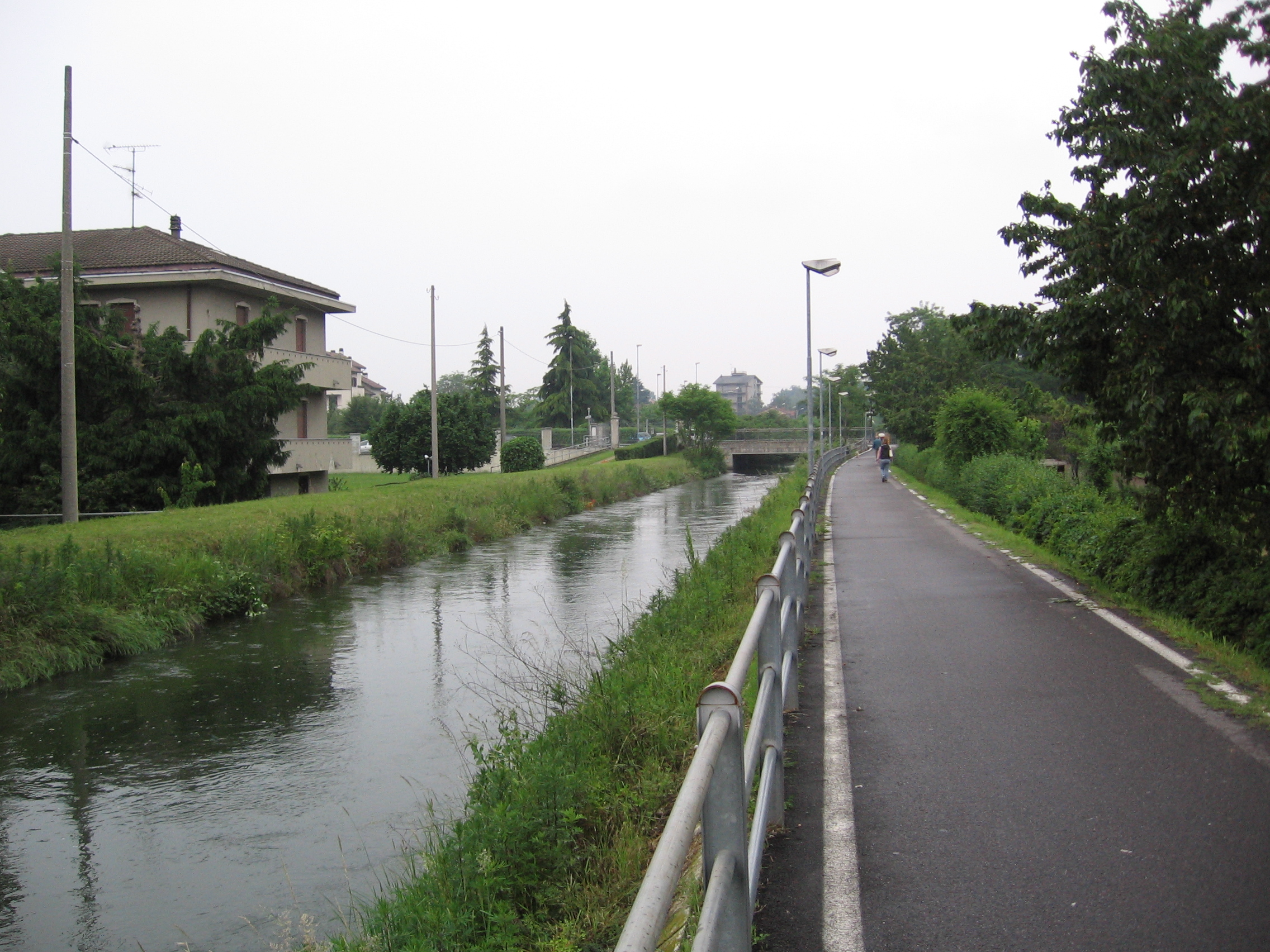
Il canale a Monza, quartiere Triante.

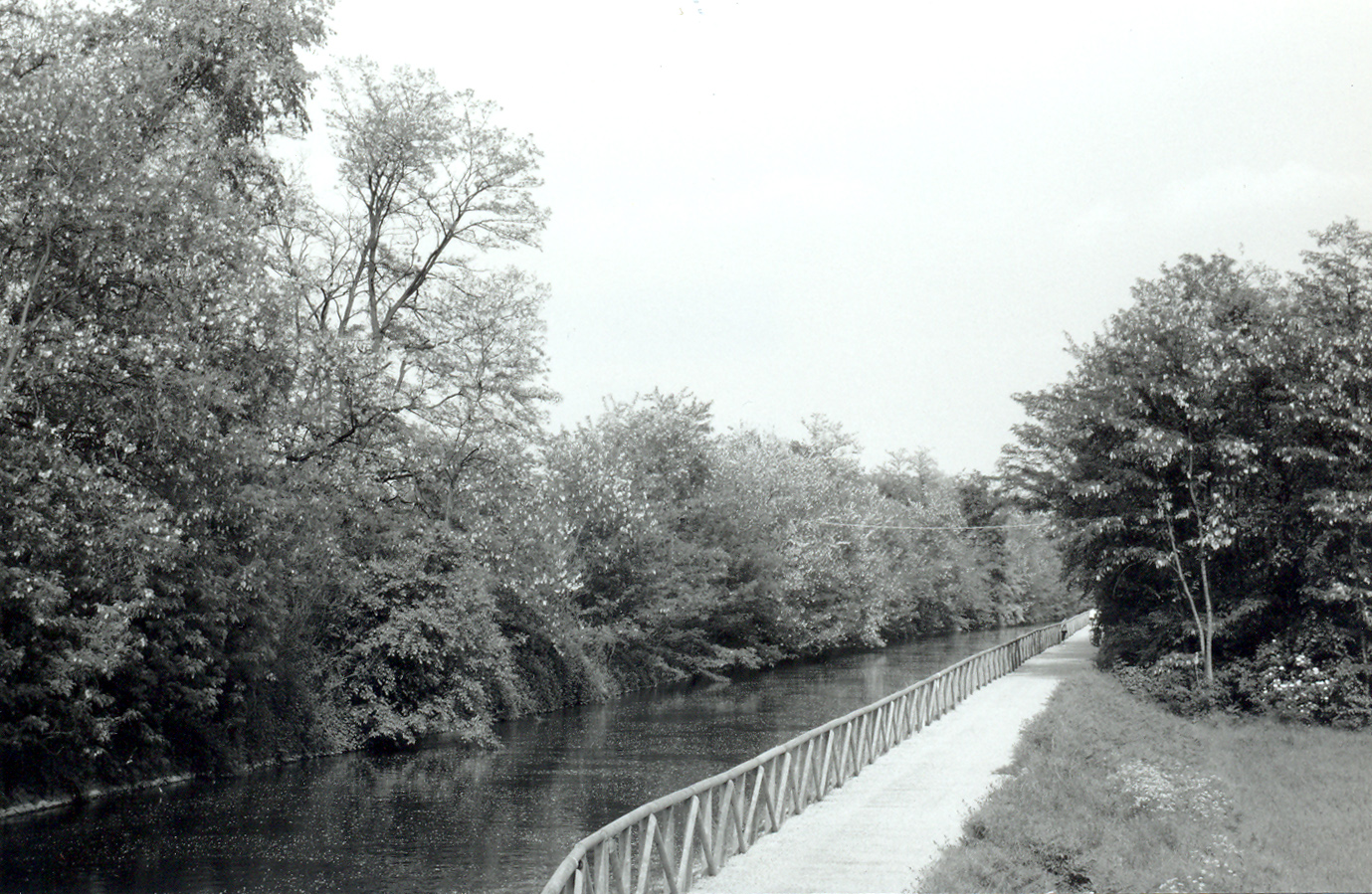
La pista ciclabile presso Villastanza di Parabiago.

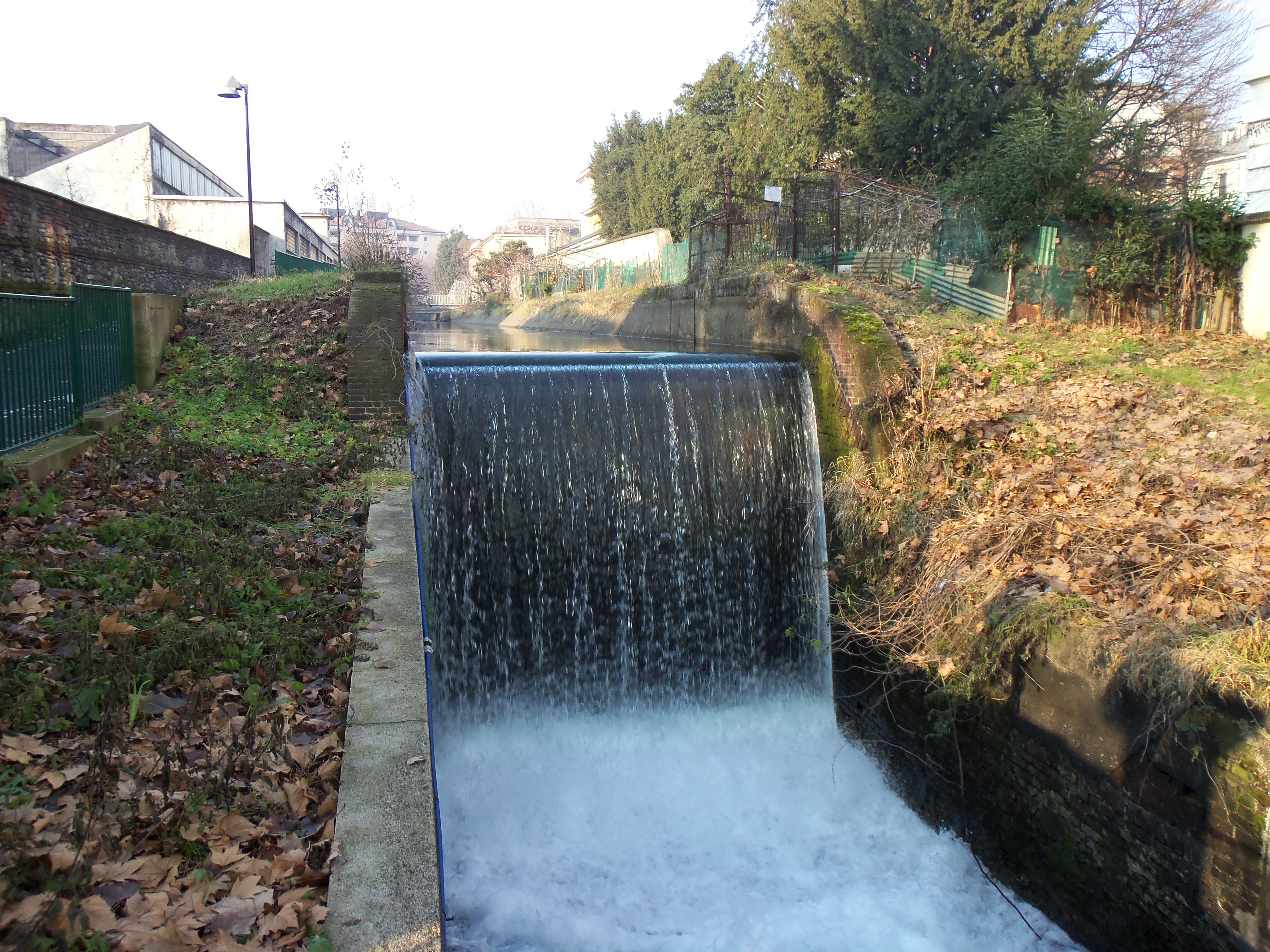
Cascata del Villoresi nell'attraversamento di Monza

Partendo dal comune di Somma Lombardo, il canale attraversa il territorio di 3 comuni della provincia di Varese e 24 comuni localizzati a nord del capoluogo lombardo e facenti parte della città metropolitana di Milano e della provincia di Monza e della Brianza, oltre alla stessa città di Monza. Progettato e realizzato in tempi in cui alla navigazione interna si contrapponeva la più rapida strada ferrata, il Villoresi rimane l'ultima grande realizzazione idraulica lombarda.
- Somma Lombardo
- Vizzola Ticino
- Lonate Pozzolo

confine Provincia di Varese - Città metropolitana di Milano
- Nosate
- Castano Primo
- Buscate
- Arconate
- Busto Garolfo
- Parabiago
- Nerviano
- Lainate
- Garbagnate Milanese
- Senago

confine Città metropolitana di Milano - Provincia di Monza e della Brianza
- Limbiate

confine Provincia di Monza e della Brianza - Città metropolitana di Milano
- Paderno Dugnano - frazione di Palazzolo Milanese

confine Città metropolitana di Milano - Provincia di Monza e della Brianza
- Nova Milanese
- Muggiò
- Monza[4]
- Brugherio

confine Provincia di Monza e della Brianza - Città metropolitana di Milano
- Carugate

confine Città metropolitana di Milano - Provincia di Monza e della Brianza
- Agrate Brianza
- Caponago

confine Provincia di Monza e della Brianza - Città metropolitana di Milano
- Pessano con Bornago
- Cambiago
- Gessate
- Masate
- Inzago
- Cassano d'Adda

## Popolazione ittica
Il canale Villoresi ha una ricchissima fauna ittica: scardole, persici reali, triotti, alborelle, barbi italici, tinche, carpe, lucci, lucioperca, cavedani, pesci gatto, cagnette e ghiozzi padani, che penetrano dal fiume Ticino.
Ogni anno, durante i periodi autunnali e invernali di asciutta del canale, avviene una raccolta preventiva delle specie ittiche rimaste intrappolate nel canale che non potrebbero altrimenti sopravvivere.